# Liste der Land- und Umsiedlungsminister Namibias
Dies ist eine Liste der Land- und Umsiedlungsminister Namibias.

## Minister
| Nr. | Foto | Name | Lebensdaten                                                                                                | Partei | Kabinett                                                                                                   | Amtszeit (Beginn)                                                                                          | Amtszeit (Ende)                                                                                            |
| Minister für Ländereien, Umsiedlung und Rehabilitation Minister for Lands, Resettlement and Rehabilitation              | Minister für Ländereien, Umsiedlung und Rehabilitation Minister for Lands, Resettlement and Rehabilitation | Minister für Ländereien, Umsiedlung und Rehabilitation Minister for Lands, Resettlement and Rehabilitation | Minister für Ländereien, Umsiedlung und Rehabilitation Minister for Lands, Resettlement and Rehabilitation | Minister für Ländereien, Umsiedlung und Rehabilitation Minister for Lands, Resettlement and Rehabilitation | Minister für Ländereien, Umsiedlung und Rehabilitation Minister for Lands, Resettlement and Rehabilitation | Minister für Ländereien, Umsiedlung und Rehabilitation Minister for Lands, Resettlement and Rehabilitation | Minister für Ländereien, Umsiedlung und Rehabilitation Minister for Lands, Resettlement and Rehabilitation |
| --- | --- | --- | --- | --- | --- | --- | --- |
| 01 | | Marco Hausiku                                                                                              | 1953–2021                                                                                                  | SWAPO | Nujoma I                                                                                                   | 1990 | 1992 |
| 02 | | Richard Kapelwa Kabajani                                                                                   | 1943–2007                                                                                                  | SWAPO | Nujoma I                                                                                                   | 1992 | 1995 |
| 02 | Nujoma II                                                                                                  | Richard Kapelwa Kabajani                                                                                   | 1943–2007                                                                                                  | SWAPO | 1995 | 1996 | |
| 03 | | Pendukeni Iivula-Ithana                                                                                    | 1952– | SWAPO | Nujoma II                                                                                                  | 1996 | 2000 |
| 03 | Nujoma III                                                                                                 | Pendukeni Iivula-Ithana                                                                                    | 1952– | SWAPO | 2000 | 2002 | |
| 04 | | Hifikepunye Pohamba                                                                                        | 1935– | SWAPO | Nujoma III                                                                                                 | 2002 | 2005 |
| Minister für Ländereien und Umsiedlung Minister for Lands and Resettlement                                              | | | | | | | |
| 05 | | Jerry Ekandjo                                                                                              | 1947– | SWAPO | Pohamba I                                                                                                  | 2005 | 2008 |
| 06 | | Alpheus ǃNarusebKlicklaut                                                                                  | 1954– | SWAPO | Pohamba I                                                                                                  | 2008 | 2010 |
| 06 | Pohamba I                                                                                                  | Alpheus ǃNarusebKlicklaut                                                                                  | 1954– | SWAPO | 2010 | 2015 | |
| Minister für Landreform Minister for Land Reform                                                                        | | | | | | | |
| 07 | | Utoni Nujoma                                                                                               | 1952– | SWAPO | Geingob I                                                                                                  | 2015 | 2020 |
| Minister für Landwirtschaft, Wasser und Landreform Minister for Agriculture, Water and Land Reform                      | | | | | | | |
| 08 | | Calle Schlettwein                                                                                          | 1954– | SWAPO | Geingob II Mbumba                                                                                          | 2020 | 2025 |
| Minister für Landwirtschaft, Fischerei, Wasser und Landreform Minister of Agriculture, Fisheries, Water and Land Reform | | | | | | | |
| 09 | | Mac-Albert Hengari                                                                                         | | SWAPO | Nandi-Ndaitwah                                                                                             | 2025 | 2025 |
| 10 | | Inge Zaamwani-Kamwi                                                                                        | | SWAPO | Nandi-Ndaitwah                                                                                             | 2025 | |